# Заборное (деревня)
Заборное — деревня в Ярославском районе Ярославской области. Входит в состав Туношенского сельского поселения.

## География
Находится в восточной части Ярославской области на расстоянии приблизительно 17 км на восток-юго-восток по прямой от станции Ярославль.

## История
В 1859 году здесь (деревня Ярославского уезда Ярославской губернии) было учтено 10 дворов, в 1898 — 23.

## Население
Численность населения: 72 человека (1859 год), 23 (русские 91 %) в 2002 году, 34 в 2010.